# NGC 5891
NGC 5891 is een spiraalvormig sterrenstelsel in het sterrenbeeld Weegschaal. Het hemelobject werd in 1886 ontdekt door de Amerikaanse astronoom Francis Preserved Leavenworth.

## Synoniemen
- MCG -2-39-15
- IRAS 15134-1118
- PGC 54491